# Ptocasius variegatus
Ptocasius variegatus là một loài nhện trong họ Salticidae.
Loài này thuộc chi Ptocasius. Ptocasius variegatus được Dmitri Viktorovich Logunov miêu tả năm 1995.